# Heinz Thate
Heinz Thate (* 16. Juni 1930) ist ein ehemaliger deutscher Fußballspieler. In den 1950er Jahren spielte der für die BSG Fortschritt Meerane in der DDR-Oberliga, der höchsten Spielklasse im DDR-Fußball.

## Sportliche Laufbahn
Bis 1951 spielte Heinz Thate für die Betriebssportgemeinschaft (BSG) Sachsenring Hohenstein-Ernstthal in der viertklassigen Bezirksklasse Chemnitz. Nach dem Abstieg der Mannschaft wechselte der 21-Jährige zum Oberligisten Fortschritt Meerane, wo er in den 18 Spielen der Rückrunde in 15 Begegnungen als Mittelfeldspieler eingesetzt wurde. In den beiden letzten Saisonspielen kam er noch jeweils zu einem Tor. Die BSG Fortschritt musste am Saisonende in die zweitklassigen DDR-Liga absteigen, schaffte dort aber den sofortigen Wiederaufstieg. Thate war daran mit 19 Einsätzen bei 24 Ligaspielen und mit drei Toren beteiligt. In seiner zweiten Oberligaspielzeit 1953/54 verpasste er von den 28 Punktspielen lediglich eine Partie, blieb als Mittelfeldspieler aber ohne Torerfolg. 1954/55 war er der einzige Spieler seiner Mannschaft, der in allen 26 Oberligaspielen eingesetzt wurde. Er spielte wieder im Mittelfeld und erzielte sein drittes Oberligator. Nach Abschluss der Saison stieg Fortschritt Meerane endgültig aus der Oberliga ab, und auch für Thate bedeutete es das Ende seiner Oberligakarriere. Bis 1959 spielte er aber für die BSG Fortschritt noch in der DDR-Liga weiter. Zunächst bestritt er alle 13 Spiele der im Herbst 1955 ausgetragenen Übergangsrunde zum Wechsel in den Kalendjahr-Spielrhythmus. In den DDR-Liga-Spielzeiten 1956 und 1957 wurde er jeweils in alle 26 Ligaspielen eingesetzt, 1956 hatte er mit sechs Treffern seine erfolgreichste Saison als Torschütze. In seinen letzten beiden DDR-Liga-Spielzeiten fehlte er nur zwei- bzw. viermal in den Punktspielen. Nach dem Ende der Saison 1959 beendete Heinz Thate nach acht Jahren im höherklassigen Fußball den Spitzensport, in dem er 68-mal in der Oberliga (drei Tore) und 130-mal in der DDR-Liga (zehn Tore) gespielt hatte. Er kehrte nach Hohenstein-Ernstthal zurück, wo er noch einige Zeit als Nachwuchstrainer bei der BSG Motor, der Nachfolgerin der BSG Sachsenring, tätig war.